# Martín Almagro Basch
Martín Almagro Basch, né le 17 avril 1911 à Tramacastilla (province de Teruel, Aragon) et mort le 28 août 1984 à Madrid, est un archéologue et préhistorien espagnol. 
Ses travaux les plus représentatifs concernent la Méditerranée, notamment l'art rupestre du bassin méditerranéen de la péninsule Ibérique, les fouilles d'Empúries et des fouilles de sépultures mégalithiques. Il est également le directeur de la mission archéologique espagnole en Nubie envoyée par l'UNESCO.
Il participe avec la Phalange espagnole à la Guerre d'Espagne dans le camp nationaliste
Il est le père de l'archéologue Martín Almagro Gorbea.

## Biographie
En 1933, ill participe à la Croisière universitaire en Méditerranée.

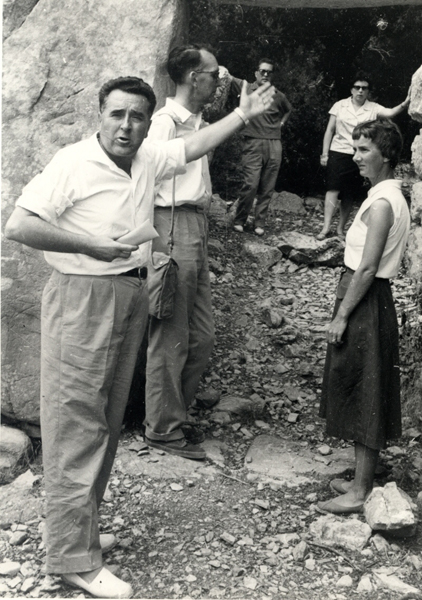
Martín Almagro Basch, 1950-1960

## Publications
- (es) « Fíbulas de arco visigodas del Museo [Arqueológico de Barcelona] », Memorias de los Museos Arqueológicos Provinciales, vol. IX-X,‎ 1948-49, p. 32-47 (+ 10 planches) (lire en ligne, consulté le 4 mai 2015)
- (es) « Materiales visigodos del Museo Arqueológico de Barcelona. Las hebillas de cinturón de bronce », Memorias de los Museos Arqueológicos Provinciales, vol. XI-XII,‎ 1950-51, p. 13-23 (+ 6 planches) (lire en ligne, consulté le 4 mai 2015)
- (fr) " Ampurias - Guide des fouilles et du musée", 1966, 48p. + 27 planches

### Sources et bibliographie
- (ca)/(es) Cet article est partiellement ou en totalité issu des articles intitulés en catalan « Martín Almagro Basch » (voir la liste des auteurs) et en espagnol « Martín Almagro Basch » (voir la liste des auteurs).
- (ca) Francisco Garcia Alonso, Arqueologia i Política : La gestió de Martín Almagro Basch al capdavant del Museu Arqueològic Provincial de Barcelona (1939-1962), Barcelone, éd. Université de Barcelone, 2012, 408 p. (ISBN 978-84-475-3628-3, lire en ligne)